# 열대큰귀갈색박쥐
열대큰귀갈색박쥐(Histiotus velatus)는 애기박쥐과에 속하는 남아메리카 박쥐의 일종이다. 볼리비아와 브라질 그리고 파라과이에서 발견된다.

## 특징
머리부터 몸까지 길이가 62.7mm이고 전완장이 42~50mm인 작은 박쥐로 꼬리 길이는 42.5mm, 발 길이는 8.8mm이다. 귀 길이는 28~30mm이고 몸무게는 최대 13g이다.

## 생태
약 30~35마리씩 무리를 지어 건물 안에 은신을 한다. 먹이는 곤충이다. 10월 리우데자네이루에서 새끼를 밴 암컷이 관찰된 적이 있다.

## 분포 및 서식지
브라질 남부와 동부, 볼리비아 중부와 서부, 페루 중부와 남부, 아르헨티나 북부와 서부, 파라과이 남부와 동부에 널리 분포한다. 숲과 도시 지역에서 서식한다.